# Audio effektforstærker
En audio effektforstærker eller audio udgangsforstærker er en effektforstærker beregnet til at drive højttalere eller hovedtelefoner.
En audio effektforstærkers opgave at forstærke et audio linjesignal op til et niveau, hvor en højttaler kan tilsluttes.

## Teknisk
Ved drivning af en højttaler er frekvensområdet typisk begrænset nedad for at opnå designlettelser overfor DC-stabilitet, mens en effektforstærker anvendt i en servo oftest skal kunne afgive en fast værdi over lange tidsrum og derfor skal kunne forstærke DC-signaler.
En audio effektforstærker mødes i praksis i hjemmets lydanlæg (f.eks. radiomodtager) og TV samt i stort set enhver personlig computer. Der er ofte tale om brug af integrerede kredse, hvor hovedparten af elektronikken er samlet i en enkelt komponent, og der derfor kun kræves få eksterne komponenter. Udgangseffekten dækker området fra 1 til 50 W som typiske grænser. En diskret opbygget effektforstærker anvendes, hvor der stilles krav til større udgangseffekt eller højere signalkvalitet end det, der kan opnås med de integrerede komponenter.